# Список эпизодов телесериала «Кукольный дом»
Ниже приведен список и описание эпизодов американского научно-фантастического сериала 2009 года «Кукольный дом».

## Обзор
| Сезон | Сезон | Серий | Премьера         | Финал          | Выпуск на DVD и Blu-ray | Выпуск на DVD и Blu-ray | Выпуск на DVD и Blu-ray |
| Сезон | Сезон | Серий | Премьера         | Финал          | Регион 1                | Регион 2                | Регион 4                |
| ----- | ----- | ----- | ---------------- | -------------- | ----------------------- | ----------------------- | ----------------------- |
|       | 1     | 13    | 13 февраля 2009  | 8 мая 2009     | 28 июля 2009            | 7 сентября 2009         | 1 декабря 2010          |
|       | 2     | 13    | 25 сентября 2009 | 29 января 2010 | 12 октября 2010         | 11 октября 2010         | н/д                     |

### 1 сезон (2009)
| № общий | № в сезоне | Название                                          | Режиссёр         | Автор сценария                                                  | Дата премьеры    | Произв. код | Зрители США (млн) |
| --- | ---------- | ------------------------------------------------- | ---------------- | --------------------------------------------------------------- | ---------------- | ----------- | ----------------- |
| 0 | 0          | «Эхо» «Echo»                                      | Джосс Уидон      | Джосс Уидон                                                     | не выпущен       | 1APK79      | N/A               |
| 1 | 1          | «Призрак» «Ghost»                                 | Джосс Уидон      | Джосс Уидон                                                     | 13 февраля 2009  | 1APK01      | 4,72              |
| Эко — одна из «Кукол» в элитном и незаконном Кукольном доме. С помощью загрузки индивидуальности она становится идеальной девушкой-подарком на день рождения богача, а затем исполняет роль переговорщика для спасения похищенной с целью выкупа девочки. Тем временем, агент ФБР Пол Баллард пытается раскрыть информацию о Кукольном доме, терпя насмешки от коллег по работе. |            |                                                   |                  |                                                                 |                  |             |                   |
| 2 | 2          | «Цель» «The Target»                               | Стивен С. ДеНайт | Стивен С. ДеНайт                                                | 20 февраля 2009  | 1APK03      | 4,22              |
| Эко куплена красивым молодым клиентом по имени Ричард для свидания на природе, но оказывается что Ричард воспринимает её не только как девушку, но и как добычу, на которую собирается поохотиться. Тем временем, агент Баллард получает подсказку о прошлом Эко в виде фотографии, а также мы узнаем о шрамах доктора Сандерс, которые её нанёс сошедший с ума кукла Альфа. |            |                                                   |                  |                                                                 |                  |             |                   |
| 3 | 3          | «Боязнь сцены» «Stage Fright»                     | Дэвид Соломон    | Морисса Танчароен и Джед Уидон                                  | 27 февраля 2009  | 1APK04      | 4,13              |
| Эко становится девушкой на подпевках и тайным телохранителем известной певицы, которую несколько раз во время выступлений пытался убить сумасшедший фанат. |            |                                                   |                  |                                                                 |                  |             |                   |
| 4 | 4          | «Тихий час» «Gray Hour»                           | Род Харди        | Сара Фэйн и Элизабет Крафт                                      | 6 марта 2009     | 1APK02      | 3,55              |
| Эко становится искусным грабителем, чтобы украсть ценное художественное произведения из хранилища под отелем, но Альфа с помощью телефонного звонка звуковым сигналом стирает эту личность и Эко превращается в беспомощную куклу, закрытую в хранилище с двумя грабителями. |            |                                                   |                  |                                                                 |                  |             |                   |
| 5 | 5          | «Искренняя вера» «True Believer»                  | Аллан Крокер     | Тим Майнир                                                      | 13 марта 2009    | 1APK06      | 4,3               |
| После совершения покупок сектантов продавец магазина обнаруживает на обратной стороне списка покупок просьбу о помощи. Правительственная организация нуждается в помощи Кукольного дома для того, чтобы получить доказательства, позволившие бы арестовать главу этой секты. Решено запрограммировать Эко в слепую фанатичку, которая с легкостью внедряется в секту. |            |                                                   |                  |                                                                 |                  |             |                   |
| 6 | 6          | «Человек без значка» «Man on the Street»          | Дэвид Стрэйтон   | Джосс Уидон                                                     | 20 марта 2009    | 1APK05      | 4,13              |
| О Кукольном доме снимают репортаж с опросом местных жителей. Выясняется, что довольно много людей верят в него. Тем временем Эко исполняет роль любящей жены миллионера, показывающего ей купленный дом. Агент Баллард во время очередного расследования сталкивается с Эко прямо в этом доме, но её увозит манипулятор Эко. Баллард допрашивает миллионера о том, как так вышло, что он покупает людей… |            |                                                   |                  |                                                                 |                  |             |                   |
| 7 | 7          | «Отголоски» «Echoes»                              | Джеймс Контнер   | Элизабет Крафт и Сара Фэйн                                      | 27 марта 2009    | 1APK07      | 3,87              |
| В лаборатории при университете пропала одна из двух ампул нового экспериментального препарата для улучшения памяти. Выясняется, что препарат передается от принявшего его путём прикосновения. У обычных людей он вызывает на несколько часов симптомы наркотического опьянения, у кукол — восстанавливает стёртые воспоминания. |            |                                                   |                  |                                                                 |                  |             |                   |
| 8 | 8          | «Потребности» «Needs»                             | Феликс Алькала   | Трейси Белломо                                                  | 3 апреля 2009    | 1APK08      | 3,49              |
| Внутри кукольного дома назрела критическая ситуация — куклы даже после стирания проявляют инстинктивные потребности к мятежу. Однажды ночью они просыпаются в своих обычных ложах с их истинными личностями, притворяясь куклами, вводят персонал в заблуждение и совершают побег. |            |                                                   |                  |                                                                 |                  |             |                   |
| 9 | 9          | «Шпион в доме любви» «A Spy in the House of Love» | Дэвид Соломон    | Эндрю Чамблисс                                                  | 10 апреля 2009   | 1APK10      | 3,56              |
| Руководство кукольного дома понимает что у них завелся «крот». По ложному следу отправляется кукла Сьерра, а в это время загруженная в Эко личность выявляет настоящего шпиона. |            |                                                   |                  |                                                                 |                  |             |                   |
| 10 | 10         | «Дом с привидением» «Haunted»                     | Элоди Кин        | Джейн Эспенсон, Морисса Танчароен и Джед Уидон                  | 24 апреля 2009   | 1APK09      | 2,99              |
| В Эко загружена женщина, которая недавно умерла. Она общается с родными, представившись близкой подругой покойной, в надежде найти своего убийцу. В это время Тофер запрограммировал Сьерру на «своего друга», чтобы весело отметить свой день рождения. |            |                                                   |                  |                                                                 |                  |             |                   |
| 11 | 11         | «Спящая красавица» «Briar Rose»                   | Дуайт Литтл      | Джейн Эспенсон                                                  | 1 мая 2009       | 1APK11      | 3,09              |
| Эко использует историю «Спящей красавицы», чтобы помочь маленькой девочке преодолеть травму прошлого, но история предвещает собственное будущее Эко. В Сьерру загружен судебный патологоанатом для экспертизы тела с характерными ранами, оставляемыми Альфой. Тем временем, Баллард в своем расследовании выходит на след проектировщика некой полностью закрытой экосистемы и, допросив его, выясняет, где находится Кукольный дом. Он заставляет проектировщика провести его внутрь и проигрывает в схватке с Бойдом. Соглашается работать на Кукольный дом в обмен на свободу куклы Ноябрины. |            |                                                   |                  |                                                                 |                  |             |                   |
| 12 | 12         | «Омега» «Omega»                                   | Тим Майнир       | Тим Майнир                                                      | 8 мая 2009       | 1APK12      | 2,75              |
| Альфа похищает Эко с загруженной личностью глупой и жестокой девушки. Вместе они похищают другую девушку, в которую Альфа загружает истинную личность Кэролайн. Он загружает несколько десятков личностей в тело Эко, как когда-то загрузили в него, и пытается натравить их на Кэролайн в чужом теле. Баллард с Бойдом едва успевают спасти как куклу, так и единственную уцелевшую копию жесткого диска с личностью Кэролайн. Альфа смог уйти. |            |                                                   |                  |                                                                 |                  |             |                   |
| 13 | 13         | «Эпитафия первая» «Epitaph One»                   | Дэвид Соломон    | Телесценарий: Морисса Танчароен и Джед Уидон Сюжет: Джосс Уидон | не выпущен (США) | 1APK13      | N/A               |
| 2019 год. Группа выживших, спасаясь от сошедших с ума по всей планете кукол, находит лазейку в Кукольный дом. С помощью кресла они восстанавливают события, предшествовавшие катастрофе. Затем с помощью найденной личности Кэролайн они начинают свой путь к Убежищу. |            |                                                   |                  |                                                                 |                  |             |                   |

### 2 сезон (2009—2010)
| № общий | № в сезоне | Название                                             | Режиссёр        | Автор сценария                                 | Дата премьеры    | Произв. код | Зрители США (млн) |
| --- | ---------- | ---------------------------------------------------- | --------------- | ---------------------------------------------- | ---------------- | ----------- | ----------------- |
| 14 | 1          | «Обеты» «Vows»                                       | Джосс Уидон     | Джосс Уидон                                    | 25 сентября 2009 | 2APK01      | 2,56              |
| Баллард использует Эко для личных целей, внедрив её, как жену торговца оружием Мартина Клара. Шпионы Мартина предоставляют ему в доказательство фотографии, где Эко контактирует с Баллардом, и он понимает, что она не та, за кого себя выдает. Лишь благодаря остаточным навыкам личностей, загруженным Альфа, Эко и Баллард избежали смерти от наемников Мартина. Между тем, Клэр Сандерс не может справиться с тем, что она когда-то была куклой и всячески досаждает Тоферу. Сенатор Даниэль Перрен начинает расследование против корпорации Россум. Баллард соглашается стать манипулятором Эко.                                                                  |            |                                                      |                 |                                                |                  |             |                   |
| 15 | 2          | «Инстинкт» «Instinct»                                | Марита Грабяк   | Мишель Фазекас и Тара Баттерс                  | 2 октября 2009   | 2APK03      | 2,09              |
| Эко выполняет роль любящей жены и матери, но однажды находит фото настоящей жены клиента. Он отменяет её заказ и говорит, что избавится от ребенка. Эко воспринимает это, как угрозу жизни для себя и её малыша. Она совершает попытку побега, но Баллард находит её. Тем не менее инстинкт материнства пробуждается в Эко даже после стирания. |            |                                                      |                 |                                                |                  |             |                   |
| 16 | 3          | «Моя прелесть» «Belle Chose»                         | Дэвид Соломон   | Тим Майнир                                     | 9 октября 2009   | 2APK02      | 2,25              |
| Психопат Терри оказывается сбит машиной при поисках новой жертвы для своей коллекции. Он находится на лечении в Кукольном доме так как его дядя является акционером. Личность Терри загружается в Виктора для допроса Баллардом. Далее дядя похищает куклу. Виктор-Терри сбегает, убив дядю, и продолжает поиск жертвы. Пока Баллард ищет его, Тофер совершает план Б — дистанционную очистку. Тем временем в Эко была загружена распутная студентка Кики и из-за сбоя её личность меняется местами с Терри. |            |                                                      |                 |                                                |                  |             |                   |
| 17 | 4          | «Собственность» «Belonging»                          | Джонатан Фрейкс | Морисса Танчароен и Джед Уидон                 | 23 октября 2009  | 2APK04      | 2,15              |
| Нолан Кенард добивался Прии (нынешней Сьерры), но, не добившись, делает её куклой. Тофер по наводке Эко выясняет, что не сделал доброе дело, как он считал — Прия не была сумасшедшей, её такой сделал Нолан своими седативными препаратами. Адель узнаёт об этом и отказывает Нолану в обслуживании, но тот грозится её увольнением и требует Сьерру себе навсегда. Тофер загружает в Сьерру личность Прии, которая убивает Нолана, узнав, как он её использовал. Бойд помогает Тоферу избавиться от тела и замести следы. |            |                                                      |                 |                                                |                  |             |                   |
| 18 | 5          | «Глаз общественности» «The Public Eye»               | Дэвид Соломон   | Эндрю Чамблисс                                 | 4 декабря 2009   | 2APK05      | 2,15              |
| Мэделин Костли (бывшая Ноябрина) выступает на пресс-конференции сенатора Дэниела Перрина как свидетель против Кукольного дома. Баллард выясняет, что жена мэра (Синди) — спящая кукла, представляющая угрозу для Мэделин. Решено провести дистанционную очистку с помощью устройства Тофера. В это время Эко делают проституткой, которая собирает компромат на сенатора, переспав с ним, пока он был в отключке. Сенатор везёт её показать жене, как доказательство. Баллард использует устройство и выясняется, что кукла не жена, а сам сенатор. Он вместе с Эко пытается убежать от команды Вашингтонского Кукольного дома, но их ловят.                            |            |                                                      |                 |                                                |                  |             |                   |
| 19 | 6          | «Левая рука» «The Left Hand»                         | Венди Станцлер  | Трейси Белломо                                 | 4 декабря 2009   | 2APK06      | 1,99              |
| В Вашингтонский Кукольный дом приезжает Адель и Тофер, чтобы забрать Эко. У местного программиста, Беннетт Хальверсон, на Кэролайн давняя обида за предательство и она пытает её. Беннетт загружает часть своих воспоминаний в Эко и способствует их побегу с Дэниелом. Тофер с Беннетт пытаются отключить их дистанционно, но Беннетт делает из сенатора убийцу для того, чтобы он убил Кэролайн. Охотясь за ней, он убивает охранника и Синди. Его ловят и позже на пресс-конференции он заявляет, что никакого Кукольного дома нет, Эко остается в состоянии куклы на свободе, а Мэделин стирают в Вашингтонском Кукольном доме.                                     |            |                                                      |                 |                                                |                  |             |                   |
| 20 | 7          | «Знакомьтесь, Джейн Доу» «Meet Jane Doe»             | Дуайт Литтл     | Морисса Танчароен, Джед Уидон и Эндрю Чамблисс | 11 декабря 2009  | 2APK07      | 2,72              |
| 3 месяца Эко скрывается от Кукольного дома с помощью Балларда. В магазине она знакомится с эмигранткой, для которой ворует еду, в результате чего та попадает в тюрьму. Эко сбегает от полиции, но вскоре устраивается на работу в тюрьму медсестрой и пытается вызволить эмигрантку, имитировав её смерть. Но эмигрантка очнулась не вовремя и их обеих запирают в камере. Эко пришлось совладать со своими личностями и научиться вызывать их навыки, когда ей это нужно. Они совершает побег с девушкой. Когда Эко возвращается в Кукольный дом, Адель помещает её в изолятор.                                                                                       |            |                                                      |                 |                                                |                  |             |                   |
| 21 | 8          | «Величайшая любовь» «A Love Supreme»                 | Дэвид Стрэйтон  | Дженни ДаАрмитт                                | 11 декабря 2009  | 2APK08      | 2,13              |
| На первом же своём заказе после изолятора Эко получает послание от Альфы в виде мёртвого клиента. Бойд выясняет, что многие заказчики Эко уже убиты Альфой, более того прибывшая с задания Сьерра проболталась о том, что была у Альфы. Баллард навещает Мэта Каргера, который заказывал Эко на каждый свой день рождения, где Альфа взрывает его. Последнего оставшегося в живых заказчика, Майнера, доставляют в Кукольный дом для обеспечения безопасности. Альфа проникает в дом, активизирует кукол против персонала благодаря вирусу, который принесла в кресло от него Сьерра и полностью стирает личность Балларда.                                             |            |                                                      |                 |                                                |                  |             |                   |
| 22 | 9          | «Сокращение ущерба» «Stop-Loss»                      | Феликс Алькала  | Эндрю Чамблисс                                 | 18 декабря 2009  | 2APK09      | 2,10              |
| Роджер, личность в Викторе, которую частенько использует Адель в личных целях, отвергает её из-за любви к Сьерре. Контракт Виктора заканчивается и его отпускают, но в первую же ночь его похищают солдаты Россума, обладающих коллективным разумом и Виктор присоединяется к ним. Эко не может допустить этого и с помощью Прии в Сьерре и своих невероятных навыков вызволяет Виктора и нейтрализует армию Россума. Адель, взяв себя в руки, встает на сторону Россума и отправляет всех троих на Чердак. |            |                                                      |                 |                                                |                  |             |                   |
| 23 | 10         | «Чердак» «The Attic»                                 | Джон Кэссиди    | Морисса Танчароен и Джед Уидон                 | 18 декабря 2009  | 2APK10      | 2,10              |
| Путешествуя в своем разуме, находясь на Чердаке, Эко встречается с бывшим главой безопасности. Они выясняют что все разумы связаны между собой, все Чердаки мира тоже. Спасая Виктора и Сьерру от Темного, они попадают в его мир и узнают, что это один из двух основателей корпорации Россум и что миру грозит технологический апокалипсис. Эко намеренно погибает в мире фантазий, чтобы и её тело на чердаке умерло, чтобы попытаться воскреснуть и спасти остальных. Тем временем Тофер загружает в мозг Балларда архитектуру куклы. Выясняется, что Адель была на стороне своей мятежной команды и послала Эко на Чердак за секретными сведениями.                |            |                                                      |                 |                                                |                  |             |                   |
| 24 | 11         | «Доходное дело» «Getting Closer»                     | Тим Майнир      | Тим Майнир                                     | 8 января 2010    | 2APK11      | 2,38              |
| Диск с личностью Кэролайн пропал. Виктор и Баллард выкрадывают Беннетт для восстановления копии диска, уничтоженного в своё время Альфой. Также Баллард выкрал Мелли. Показана история знакомства и «предательства» Кэролайн и Беннетт. В Кукольном доме Лос-Анджелеса куклам возвращают их личности и эвакуируют. Бойд убивает представителей Россума, был ранен и вынужден бежать. Тофер окончательно влюбляется в Беннетт, но её убивает вернувшаяся Сандерс. На Кукольный дом нападают солдаты. Энтони и Прия сбегают. |            |                                                      |                 |                                                |                  |             |                   |
| 25 | 12         | «Доходяга» «The Hollow Men»                          | Терренс О'Хара  | Мишель Фазекас, Тара Баттерс и Трейси Белломо  | 15 января 2010   | 2APK12      | 2,09              |
| Команда Кукольного дома прибывает в главный штаб Россума. Энтони и Прия возвращаются в Кукольный дом, где Энтони загружает в себя Тофера 2.0 и обнаруживает, что Бойд — создатель Россума. Тофер в неведении дорабатывает свой «направленный стиратель личности». Бойд активировал спящий режим Мелли и, на секунду опомнившись, она кончает жизнь самоубийством, чтобы не навредить Балларду. Энтони и Прия спасают Эко, которая после многочисленных битв чуть было не проиграла Бойду, но его стирает Тофер. Бойд, обвешавшись взрывчаткой и будучи стертым, взрывает себя у центрального процессора.                                                                |            |                                                      |                 |                                                |                  |             |                   |
| 26 | 13         | «Эпитафия вторая: Возвращение» «Epitaph Two: Return» | Дэвид Соломон   | Морисса Танчароен, Джед Уидон и Эндрю Чамблисс | 29 января 2010   | 2APK13      | 2,16              |
| Кэролайн в теле маленькой девочки и двое выживших по пути к убежищу пойманы солдатами Россума в Нейрополисе. Среди пленных оказываются Эко и Баллард, которые быстро всех вызволяют, выкрадывают сошедшего с ума Тофера и доставляют всех в убежище. Дождавшись Энтони с его отрядом «перепрошитых», команда направляется в Лос-Анджелесский Кукольный дом, чтобы Тофер мог завершить своё устройство, отменяющее очистку всех кукол планеты. Баллард погибает в перестрелке. Альфа защищал Кукольный дом и стер кукол-мясников, что были в нем. Тофер в офисе Адель вручную активирует своё устройство-бомбу и, погибнув, возвращает всем куклам их истинные личности. |            |                                                      |                 |                                                |                  |             |                   |